# WBV Weisenburger Bau+Verwaltung
Die WBV Weisenburger Bau+Verwaltung GmbH ist die Konzernmutter und oberste Konsolidierungsebene der Weisenburger-Gruppe (Eigenschreibweise weisenburger), einer in dritter Generation inhabergeführten und international agierenden Unternehmensgruppe, die in den Bereichen Bauwesen, Projektentwicklung sowie Start-up tätig ist. Hervorgegangen ist die Gruppe aus dem 1955 in Rastatt gegründeten Bauunternehmen. Seit Ende 2020 befindet sich der Sitz in Karlsruhe. Weisenburger ist im Reihenhaus- und Geschosswohnungsbau, beim Bau von Hotels, Pflegeeinrichtungen sowie gemischt genutzten Immobilien tätig. In der Gruppe werden über 650 Mitarbeiter beschäftigt. Geschäftsstellen und Standorte befinden sich in Karlsruhe, Berlin, Darmstadt, Düsseldorf, Frankfurt am Main, Freiburg im Breisgau, Heilbronn, Leonberg, Nürnberg, Rottweil, Stuttgart und in Ulm.

## Geschichte
Am 1. Mai 1955 gründete der Bauingenieur und Architekt Herbert Weisenburger als geschäftsführender Gesellschafter das Bauunternehmen in Rastatt. Im Jahr 1960 wurde der Betrieb in Richtung schlüsselfertiges Bauen erweitert und die erste Niederlassung in Karlsruhe eröffnet.
1994 übernahm Rainer Weisenburger das Unternehmen, der es in zweiter Generation leitete.
Im Jahr 2000 eröffnete eine Geschäftsstelle in Freiburg, 2011 folgte die Eröffnung der Geschäftsstelle in Stuttgart. Bereits ein Jahr später folgten weitere Geschäftsstellen in Frankfurt und Karlsruhe. Außerdem fand 2012 in der Geschäftsleitung ein Generationswechsel statt: Rainer Weisenburger übergab die Unternehmensführung an seinen Sohn Nicolai Weisenburger. 2013 entstand zudem das Bemusterungszentrum baustein in Karlsruhe, das sich seit 2020 am neuen Standort in Karlsruhe-Hagsfeld befindet.
Nachdem weisenburger erheblich an den Neubauprojekten in der Karlsruher Südstadt (City-Park) beteiligt war, wurde 2020 in der Ludwig-Erhard-Allee 21 der neue Unternehmenssitz fertiggestellt. Das Verwaltungsgebäude mit bis zu sieben Stockwerken auf 11.000 Quadratmetern wurde durch den japanischen Architekten Tadao Andō geplant.

## Unternehmen und Struktur
An der Spitze der Unternehmensgruppe weisenburger steht die WBV Weisenburger Bau + Verwaltung GmbH, die die Kerngesellschaften des Unternehmens konsolidiert:
weisenburger bau GmbH entwickelt und realisiert als Generalunternehmen Projekte in den Bereichen Geschosswohnungsbau, Reihenhaus, Industrie- und Gewerbebau, Rohbau und Erschließung.
weisenburger projekt GmbH entwickelt Immobilienprojekte im Wohnungsbau und Gewerbebau sowie Handels- und Sozialimmobilien.
weisenburger invest GmbH fungiert als Investor für Bestandsimmobilien.
sanierungsprofi GmbH setzt gewerkeübergreifende Sanierung im Wohnbestand um. Die Marke ist auf Komplettsanierungen im Bereich B2B spezialisiert.
Die Lampuga GmbH bewegt sich im Bereich Elektromobilität. Das Start-up stellt elektrische Jetboards her. 2019 wurde das Design des Boards mit dem Red Dot Award ausgezeichnet.

## Soziales Engagement
1990 wurde die Herbert-Weisenburger-Stiftung ins Leben gerufen. Stiftungszweck ist die Förderung der Städtischen Galerie Rastatt. Seit der Gründung wurden mehr als 20 Künstler gefördert.
Anlässlich des 70-jährigen Bestehens initiierte die weisenburger-Gruppe eine Spendenaktion in Kooperation mit dem Deutschen Kinderhilfswerk zugunsten des Projekts „Chancengerechter Bildungsstart“. Im Rahmen der Jubiläumsgala in der Schwarzwaldhalle Karlsruhe übergab Geschäftsführer Nicolai Weisenburger den Spendenscheck an Regina Halmich, die die Veranstaltung moderierte. 

## Auszeichnungen
In den Jahren 2015, 2017 sowie 2021 wurde weisenburger als Top Innovator im Ranking Top 100 der innovativsten deutschen Mittelständler von Mentor Ranga Yogeshwar ausgezeichnet, zuletzt für eine App, über die Kunden Reklamationen anmelden können. 2015, 2021, 2022, 2023, 2024 und 2025 erhielt das Unternehmen zudem das Fair-Company-Siegel.